# Гетшус, Перси
Пе́рси Ге́тшус (англ. Percy Goetschius; 30 августа 1853, Патерсон, штат Нью-Джерси — 29 октября 1943, Манчестер, штат Нью-Гэмпшир) — американский теоретик музыки и музыкальный педагог.

## Биография
Основы музыкального образования получил у себя в городе, в 1868—1873 гг. работал органистом в городских церквах. Затем отправился для обучения в Штутгартскую консерваторию к Иммануэлю Файсту, но вскоре уже сам начал преподавать там же, с 1885 г. профессор (среди его учеников был Эрнест Шеллинг). С 1895 г. преподавал в Консерватории Новой Англии, а с 1912 г. — в Институте музыкального искусства (позднее — Джульярдской школе). Среди его учеников, в частности, Бернард Роджерс и Говард Хансон.
Наиболее важное в наследии Гетшуса — его работы по теории музыки, в том числе «Материал музыкальной композиции» (англ. The Material Used in Musical Composition; 1882), «Уроки музыкальной формы» (англ. Lessons in Musical Form; 1904), «Контрапункт» (англ. Counterpoint; 1930).